# Carrie Bradshaw

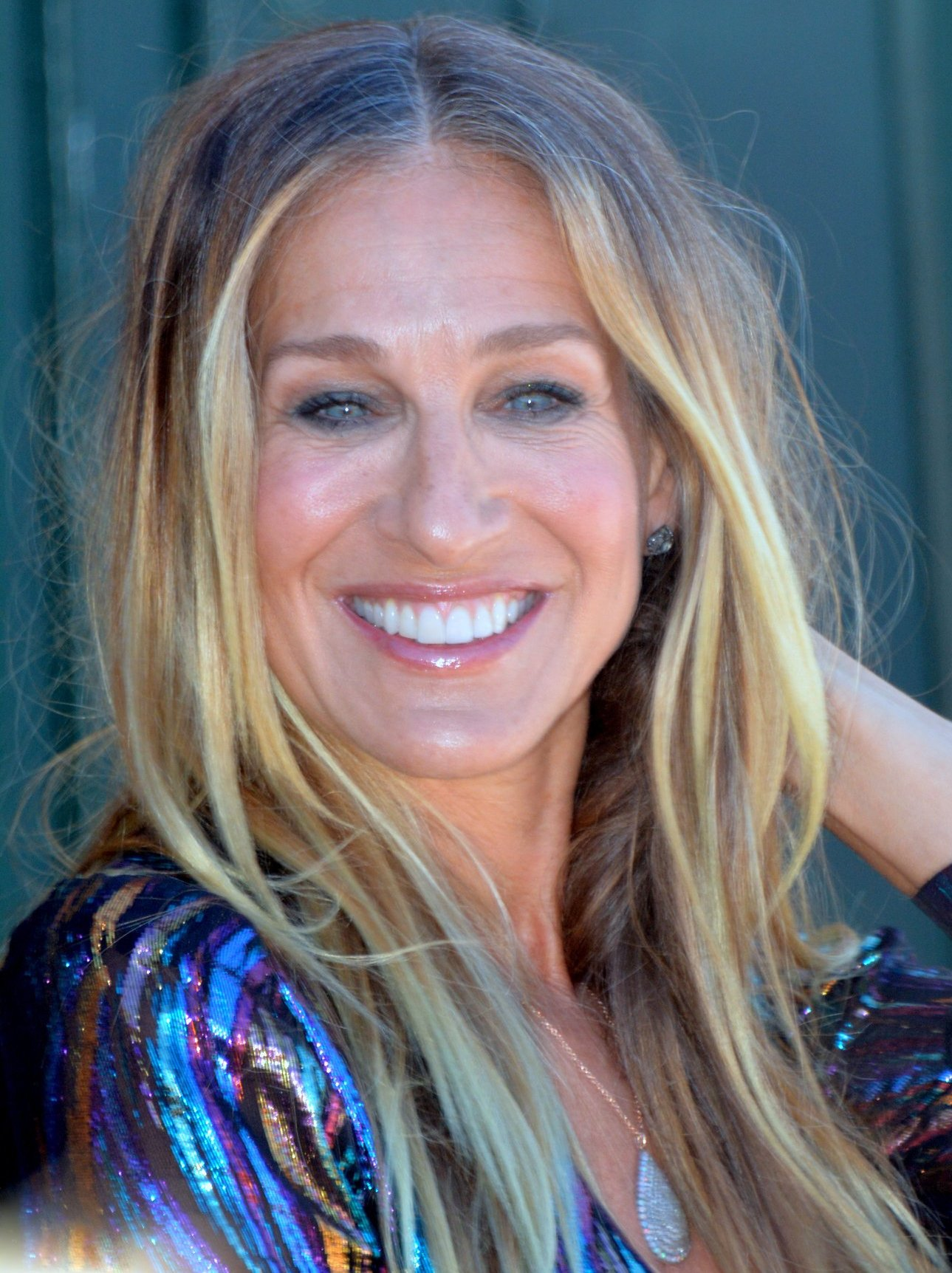
Sarah Jessica Parker

Caroline Marie «Carrie» Bradshaw es el personaje principal de la serie de HBO "Sex and the City" ("Sexo en Nueva York" o Sexo en la ciudad). Es interpretado por Sarah Jessica Parker. Carrie Bradshaw es un personaje autobiográfico creado por Candace Bushnell, quien publicó un libro: Sexo en Nueva York, basado en su propia columna en The New York Observer. Carrie Bradshaw es una escritora de Nueva York, chica fiestera y adicta a la moda. Su columna semanal describe las aventuras y andanzas sexuales de ella y sus amigas, las cuales sirven de cúmulo a la serie dando la pauta y la narración para el programa.
En el 2005, Carrie Bradshaw fue listada N°11 en el Bravo's 100 Greatest TV Characters y está considerada como todo un Icono de la moda.

## Biografía
"Revelo mucho de mí muy pronto. Soy emocionalmente promiscua."

Carrie escribe una columna semanal llamada "Sexo en Nueva York" para el diario ficticio The New York Star.
La columna se centra en las aventuras sentimentales propias y las de sus tres amigas, también abunda en las diversidades de las relaciones entre hombres y mujeres, el conseguir pareja, y acerca de Nueva York. Gracias a esta columna Carrie es muy conocida en esta ciudad: a menudo la reconocen en la calle, gente que lee su columna religiosamente y ocasionalmente se le describe como un icono de la ciudad. En la tercera temporada surge la posibilidad de que su columna devenga en una película, protagonizada por el mísmisimo Matthew McConaughey. En la quinta temporada sus columnas son recopiladas en un libro.
Al final de la cuarta temporada, Carrie comienza a escribir independientemente artículos para Vogue. Aunque al principio encuentra problemas para lidiar con Enid (Candice Bergen), la exquisita editora de Vogue, para que al final terminen siendo amigas.
Carrie es una relativa fumadora social, y a menudo disfruta de cocteles (particularmente Cosmopolitans— el gusto del personaje por estos cocteles ayudó a popularizarlos), pero en el fondo Carrie es una chica chapada a la antigua, muy romántica. Se encuentra en la búsqueda continua del verdadero amor, y se niega a conformarse con algo que no se le parezca, o como ella misma lo dice: "cualquier cosa menos que mariposas en el estómago." A pesar de esto, durante la serie expresa frecuentes dudas sobre si ella es del tipo de chicas que se casan y están listas para una familia.
Carrie vive en Manhattan (Nueva York, EE. UU.). Ella habita en un brownstone en el Upper East Side en el apartamento N°245, en la East 73rd Street, entre Park y Madison. Ella permanece en este apartamento toda la serie, para finalmente comprarlo en la cuarta temporada. En los episodios de la primera temporada, el apartamento de Carrie parecía estar sobre una Cafetería, cercana a Madison Avenue. Pero aproximadamente por el cuarto episodio, la fachada usual de edificios browstones adyacentes se comienza a notar más, para así seguir durante toda la serie. El primer episodio también muestra un apartamento diferente del mostrado el resto de los 93 episodios y en la película. En la realidad, los exteriores de los apartamentos de Carrie (tanto el del primer episodio como el resto) están en el barrio del West Village, en el Downtown Manhattan, y no en el Upper East Side.
Muy poco se menciona sobre la vida de Carrie antes de llegar a Nueva York. Aunque se sabe que ha estado viviendo en Nueva York desde los 18 años. En la tercera temporada, cerca de su cumpleaños número 35, Carrie menciona que su relación con la ciudad "Empezó a sus 18 años", revelando que había llegado a Nueva York después de la muerte de su madre. No parece provenir de una familia de dinero como su amiga Charlotte York: se nos dice que cuando llegó a Nueva York por primera vez, vestía Candie's y tomó el metro. Es mencionado que su padre abandonó a su madre y a ella, cuando Carrie tenía cinco años; tiene dos hermanas menores, Dorrit y Missy. También es revelado que Carrie se sometió a un aborto en los 80's, después de un encuentro casual con un desconocido, cuando tenía 22 años. Aunque ella había estado saliendo con hombres hace ya mucho tiempo, antes de conocer a Mr. Big en el primer episodio de la serie, él es su verdadero amor, el hombre que -según ella- puede llegar a ser su alma gemela. Ella le dice a Charlotte que perdió su virginidad en el cuarto oloroso de Seth Bateman, sobre una mesa de Ping-Pong en 9° Grado. En la sexta temporada ("Boy Interrupted"), Carrie se encuentra con un ex enamorado de la secundaria llamado Jeremy. Ellos finalmente llegan a cuarta base, algo que nunca lograron en la Secundaria. Después, Jeremy le cuenta que actualmente está en un centro psiquiátrico, ambos se dan cuenta de que están en un momento muy distinto en su vida y deciden terminar la relación cuando ella le va a visitar al centro donde él está ingresado. Aleksandr Petrovsky (50) es un famoso artista ruso que se vuelve amante de Carrie en la sexta temporada. Impresiona a Carrie con grandes gestos románticos y visitas a los suburbios foráneos de Nueva York, donde ella nunca antes ha estado. Su relación con él trae a Carrie todo tipo de preguntas acerca de encontrar al amor pasando "una cierta edad" y si realmente quiere tener hijos. Cuando él se está preparando para regresar a París para su exposición, invita a Carrie a vivir con él, cosa que ella acepta después de varios debates (y una pelea) con sus amigas. Luego de pasar algún tiempo ahí, se da cuenta de que él nunca le será recíproco con el nivel de envolvimiento emocional que ella le ofrece, porque su vida y su carrera siempre estarán primero.
John James Preston, Mr. Big (40) Carrie y sus amigas le llaman simplemente "Big", Carrie se emociona y al mismo tiempo lo evita durante toda la trama. Ya que Carrie piensa que él es el hombre para ella, pero en muchas ocasiones él no es capaz de satisfacer sus necesidades emocionales. Un hombre rico desarrollado (Samantha lo llama "el próximo Donald Trump" en el piloto de la serie) que está basado en el publicista en la vida real de Nueva York, Ron Galotti. Su relación de "andar y terminar una y otra vez" comienza y termina en la primera temporada, y luego una segunda ocasión en la temporada número dos. Luego de dos años con problemas para comprometerse e indisponibilidad emocional el señor Big se casa con una modelo veintiañera que trabaja en Ralph Lauren llamada Natasha. Tras siete meses de matrimonio comienza a perseguir a Carrie e inician una aventura amorosa a la que Carrie le pone fin. Luego de divorciarse de Natasha, Big y Carrie se vuelven amigos, con sus historias sexuales encima de la superficie. Eventualmente él se muda a Napa Valley en California, pero en una ocasión Carrie lo visita, mientras se encuentra de gira promocionando su libro y él vuelve a Nueva York un año después de esa visita para hacerse una angioplastia, es ahí donde por primera en la serie, el durante un noche le "abre el corazón" a Carrie, para mostrarle sus verdaderos sentimientos, aunque es solo de manera momentánea, y es cuando parece que Carrie se da por vencida, en cuanto a luchar por esa relación. Al final de la serie, el regresa a decirle a Carrie que está listo para comprometerse con ella, pero no es correspondido. No se da por vencido y después de recibir la bendición de Charlotte, Samantha y Miranda, intenta reclamar su amor por última vez en París.
La película no cuenta la historia desde donde se quedó en la serie, sino que comienza unos años después. Las cuatro protagonistas siguen con sus vidas, cada una con su pareja y su trabajo. No obstante pasarán cosas que cambiarán por completo sus vidas. Carrie Bradshaw continúa su relación con Mr. Big, pero todo se complica cuando este le propone matrimonio. Miranda Hobbes empieza a tener problemas con su marido Steve Brady ya que este le es infiel. Charlotte York cumple su sueño y por fin queda embarazada. Samantha Jones continúa su idilio sexual con el actor Smith Jerrod, aunque al final termina dejándole.
Carrie , Charlotte, Miranda y Samantha deciden, en un momento muy decisivo para las cuatro, hacer un viaje para reflexionar sobre cómo están sus vidas.
En Emiratos Árabes Carrie se encuentra con un viejo amor, Aidan Shaw, y en un momento se besan. Samantha conoce a un danés con el que tiene una relación muy fogosa. Charlotte confía en su marido ya que su niñera es lesbiana y Miranda cambia de trabajo en un lugar donde su voz importa.

## Doblaje
- Victoria Angulo
  - Sexo en Nueva York (1.ª temporada, 1998)

- Paloma Porcel
  - Sexo en Nueva York (2ª-5ª temporada, 1999-2004)
  - And Just Like That... (2021-¿?)